# Mistrzostwa Świata w biegu 24-godzinnym 2017
12. Mistrzostwa Świata Biegu 24-godzinnym 2017 – zawody lekkoatletyczne, które odbyły się 1 i 2 lipca 2017 w Victoria Park w Belfaście.
W rywalizacji kobiet Patrycja Bereznowska ustanowiła nieoficjalny rekord świata w biegu 24-godzinnym, a polska drużyna kobiet uzyskała nieoficjalny rekord Europy.

## Medaliści
|                         | 1. miejsce                                                                | Rezultat   | 2. miejsce                                                                       | Rezultat   | 3. miejsce                                                           | Rezultat   |
| Mężczyźni indywidualnie | Yoshihiko Ishikawa                                                        | 270,870 km | Sebastian Białobrzeski                                                           | 267,187 km | Johan Steene                                                         | 266,515 km |
| Mężczyźni drużynowo     | Japonia 1. Yoshihiko Ishikawa · 2. Nobuyuki Takahashi · 3. Toshiro Naraki | 786,463 km | Polska 1. Sebastian Białobrzeski · 2. Roman Elwart · 3. Przemysław Basa          | 766,934 km | Stany Zjednoczone 1. Olivier Leblond · 2. Steve Slaby · 3. Jon Olsen | 757,110 km |
| Kobiety indywidualnie   | Patrycja Bereznowska                                                      | 259,991 km | Aleksandra Niwińska                                                              | 251,078 km | Katalin Nagy                                                         | 248,970 km |
| Kobiety drużynowo       | Stany Zjednoczone 1. Katalin Nagy · 2. Gina Slaby · 3. Pam Smith          | 742,508    | Polska 1. Patrycja Bereznowska · 2. Aleksandra Niwińska · 3. Monika Biegasiewicz | 741,886 km | Niemcy 1. Antje Krause · 2. Julia Fatton · 3. Sigrid Hofmann         | 691,274    |

## Reprezentacja Polski

### Mężczyźni
Drużyna mężczyzn zajęła 2. miejsce z wynikiem 766,934 km
| Miejsce | Zawodnik               | Klub                   | Rezultat   |
| 2.      | Sebastian Białobrzeski | UKS Cityzen Poznań     | 267,187 km |
| 16.     | Przemysław Basa        | TL Pogoń Ruda Śląska   | 249,961 km |
| 17.     | Roman Elwart           | LKS Ziemi Puckiej Puck | 249,785 km |
| 71.     | Andrzej Radzikowski    | LKS Olymp Błonie       | 212,804 km |
| 84.     | Paweł Szynal           | LKS Olymp Błonie       | 204,544 km |

### Kobiety
Drużyna kobiet zajęła 2. miejsce z wynikiem 741,886 km
| Miejsce | Zawodniczka                | Klub                 | Rezultat   |
| 1.      | Patrycja Bereznowska       | AZS AWF Katowice     | 259,991 km |
| 2.      | Aleksandra Niwińska        | AZS AWF Katowice     | 251,078 km |
| 14.     | Monika Biegasiewicz        | MKL Szczecin         | 230,817 km |
| 16.     | Agata Matejczuk            | KS Alaska Łódź       | 228,603 km |
| 20.     | Aneta Rajda                | TL Pogoń Ruda Śląska | 225,306 km |
| 63.     | Milena Grabska-Grzegorczyk | UKS Azymut Pabianice | 184,863 km |